# 达讷穆瓦讷
达讷穆瓦讷（法語：Dannemoine，法語發音：[danmwan]）是法国勃艮第-弗朗什-孔泰大区约讷省的一个市镇，属于阿瓦隆区。

## 地理
达讷穆瓦讷（47°53'44"N, 3°57'19"E）面积10.28 平方千米，位于法国勃艮第-弗朗什-孔泰大區约讷省，该省份为法国中北部内陆省份，西接卢瓦雷省，西北接塞纳-马恩省，南至涅夫勒省，东临科多尔省，东北与奥布省接壤。
与达讷穆瓦讷接壤的市镇（或旧市镇、城区）包括：舍内、埃皮讷伊、瑞奈、莫洛姆、托内尔、韦济讷。

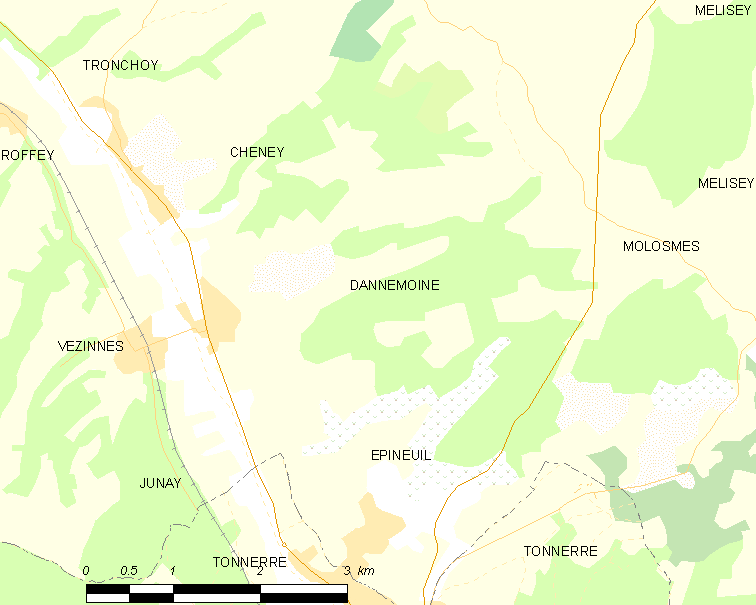
达讷穆瓦讷的OSM定位图

达讷穆瓦讷的时区为UTC+01:00、UTC+02:00（夏令时）。

## 行政
达讷穆瓦讷的邮政编码为89700，INSEE市镇编码为89137。

## 政治
达讷穆瓦讷所属的省级选区为托内鲁瓦县。

## 人口

1962-2008年间达讷穆瓦讷人口变化图示

达讷穆瓦讷于2022年1月1日时的人口数量为458人。